# Chambre de commerce et d'industrie Littoral Hauts-de-France
La chambre de commerce et d'industrie Littoral Hauts-de-France, aussi appelée CCI Littoral Hauts-de-France, est l'une des sept CCI rattachées à la chambre de commerce et d'industrie de région Hauts-de-France.
Elle est née le 1er janvier 2017, à la suite de la fusion de la chambre de commerce et d'industrie Côte d'Opale et la chambre de commerce et d'industrie du Littoral normand-picard. Elle exerce sur tout le littoral des Hauts-de-France, du Tréport à Dunkerque.

## Historique

### CCI Côte d'Opale
La CCI Côte d'Opale est créée le 24 décembre 2010 de la fusion de la CCI de Boulogne, la CCI de Calais et la CCI de Dunkerque.

### CCI du Littoral normand-picard
La CCI du Littoral normand-picard est créée en 2007. Son siège était située à Saint-Quentin-la-Motte-Croix-au-Bailly.

## Mission
Comme les autres CCI territoriales, elle exerce des missions de service auprès des entreprises dans le cadre des orientations données par la CCI de région à laquelle elle est rattachée.
À ce titre :
- Elle crée et gère des centres de formalités des entreprises (CFE).
- Elle peut assurer, en conformité avec les schémas sectoriels, la maîtrise d'ouvrage de tout projet d'infrastructure ou d'équipement ou gérer tout service concourant à l'exercice de ses missions.
- Elle peut se voir charger par l'État, ou toute autre personne publique territoriale, de gérer toute infrastructure ou équipement, notamment de transport, concourant à l'exercice de ses missions.
- Elle peut créer et gérer des établissements de formation professionnelle initiale et continue en cohérence avec le schéma sectoriel.
- Elle peut transférer à la CCI de région une activité ou un équipement antérieurement géré par elle.

Comme toutes les CCI, elle est placée sous la tutelle du préfet de région assisté par le responsable régional des finances publiques.

### Gestion d'équipements
- Port départemental du Tréport

## Pour approfondir